# Henri Blanc-Fontaine
Pour les articles homonymes, voir Henri Blanc et Blanc (homonymie).
 (juin 2020).
Henri Emmanuel Blanc-Fontaine est un peintre français né à Grenoble le 16 janvier 1819 et mort à Sassenage le 20 décembre 1897.

## Biographie
Henri Blanc-Fontaine envisage  d'abord une carrière juridique. Le peintre Diodore Rahoult le fait changer d'avis et l'entraîne à Paris où il devient élève de Léon Cogniet. Le 8 avril 1843, Blanc-Fontaine fait son entrée à l'École des beaux-arts de Paris. Il débute au Salon de 1848 où il expose des peintures de genre. Rahout lui fait également découvrir la peinture de paysage en 1853, qui deviendra son genre de prédilection à partir de 1870.
Il reçoit aussi les conseils de Jean Achard à Grenoble — dont il fit un portrait conservé au musée de Grenoble — et d'Auguste Ravier à Charlieu.
Il est le beau-frère de la peintre Eugénie Gruyer-Brielman.

## Œuvres
Paysagiste, peintre de genre et portraitiste, il a également pratiqué la nature morte. 
En 1868, Henri Blanc-Fontaine est chargé avec son ami Diodore Rahoult de la décoration du musée-bibliothèque de Grenoble : il peint les allégories de La Peinture, l'Architecture, la Sculpture (1870) dans le tympan du vestibule (côté musée) et les allégories de La Philosophie, les Beaux-Arts, la Physique, les Arts militaires et l'Économie-Politique dans la salle de la bibliothèque..
Son tableau Souvenir de La Grave, remarqué par l'écrivain et photographe Maxime du Camp, obtient une mention honorable à l'Exposition universelle de Paris en 1855, ce qui entraînera l'acquisition de la part de la Ville de Grenoble,.
Blanc-Fontaine reçoit une autre mention honorable pour son œuvre L'Ange gardien à l'exposition de la Société des amis des arts de Lyon en 1864.
Il fait partie du groupe de peintres se réunissant à Proveysieux et est parfois rattaché à l'école dauphinoise. Ses tableaux sont conservés au musée de Grenoble, au Musée dauphinois, et au musée des Beaux-Arts de Chambéry.

Œuvres d'Henri Blanc-Fontaine
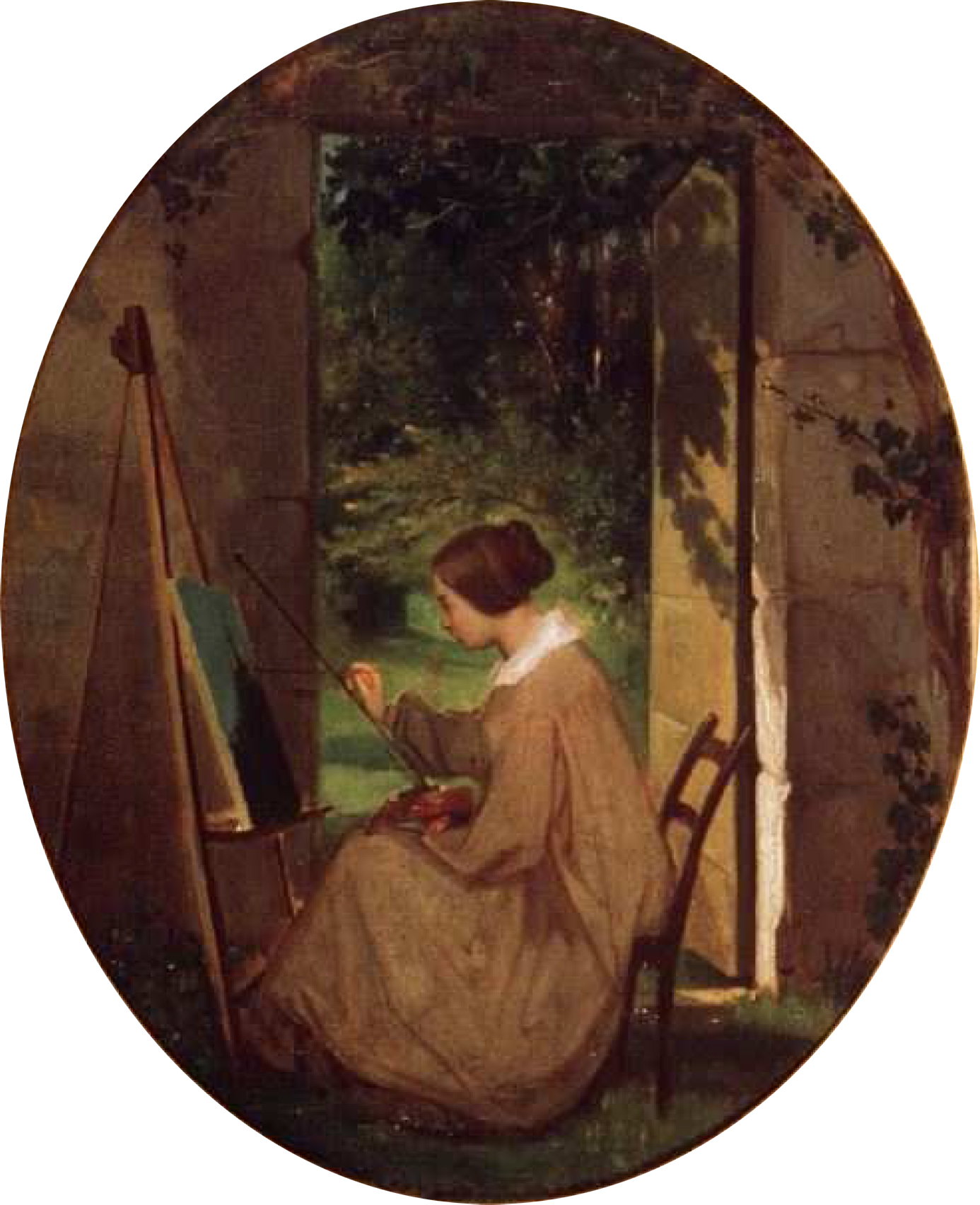
Adèle Gamel peignant (vers 1840), collection particulière[7].
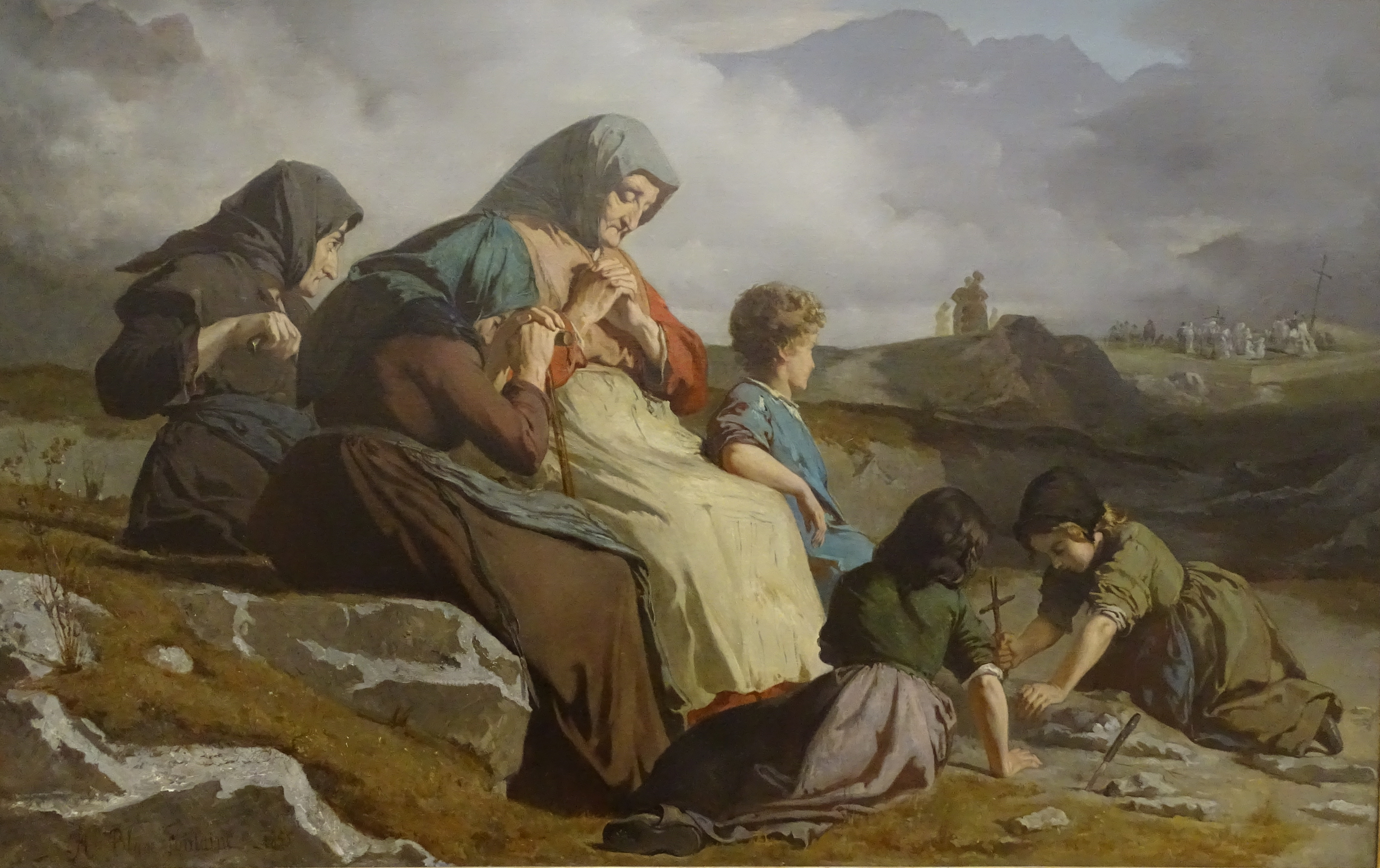
Souvenir de La Grave (Montagne du Dauphiné) (1855), musée de Grenoble.
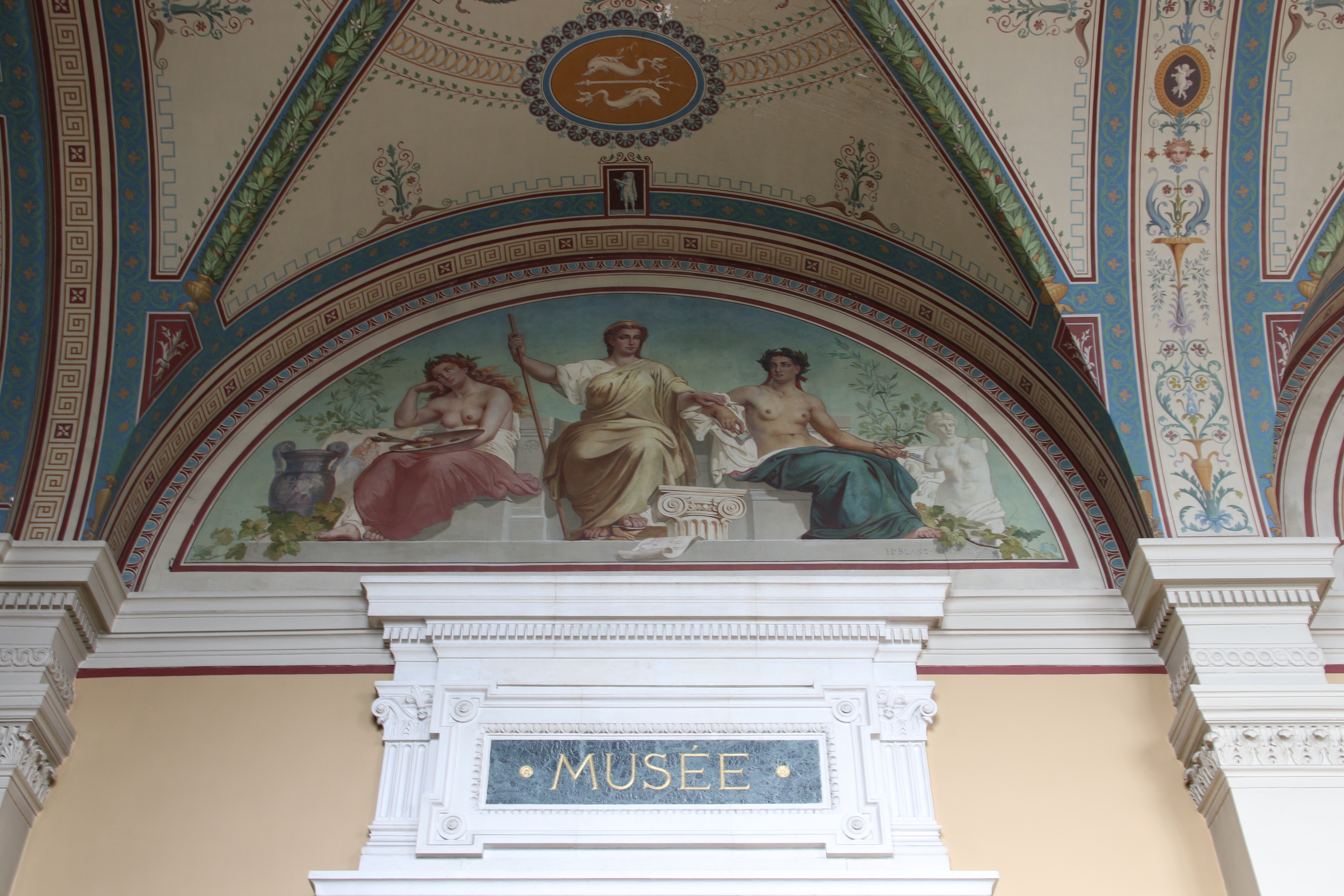
La Peinture, l'Architecture, la Sculpture (1870), musée-bibliothèque de Grenoble.